# یوهان فریله
یوهان فریله (انگلیسی: Johan Friele; ۲۹ نوامبر ۱۸۶۶ – ۱ اکتبر ۱۹۲۷) قایقران قایق بادبانی اهل نروژ بود.